# Beal City
Beal City – jednostka osadnicza w Stanach Zjednoczonych, w stanie Michigan, w hrabstwie Isabella.